# Cleveland Stadium

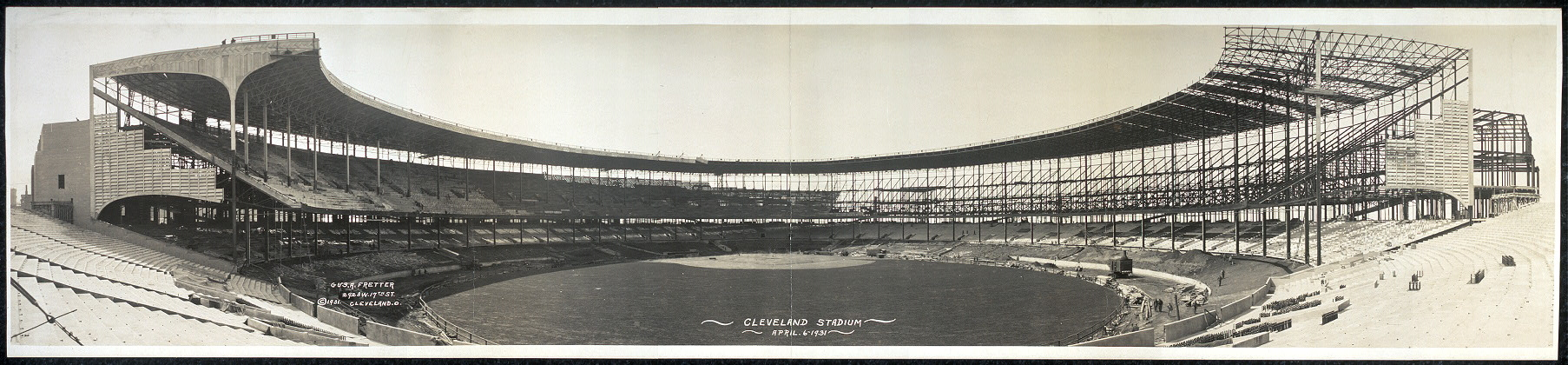
Il Cleveland Stadium in costruzione nel 1931.

Il Cleveland Stadium (anche noto come Lakefront Stadium e Cleveland Municipal Stadium) era uno stadio di baseball e football americano che si trovava a Cleveland (Ohio). Nei suoi ultimi anni, lo stadio contava 74000 posti per il baseball e 78000 per il football. Costò 2.500.000 dollari. Venne chiuso il 17 dicembre 1995 e la demolizione iniziò il 4 novembre 1996.
Costruito sotto la vigilanza dei city manager William R. Hopkins e Daniel E. Morgan, è stato progettato dallo studio di architettura Walker and Weeks e dalla Osborn Engineering, ed era caratterizzato da uno dei primi utilizzi di alluminio strutturale. I Donald Gray Gardens furono installati sul lato del nord dello stadio nel 1936 come parte della Great Lakes Exposition.
Dopo un referendum che approvava la sua costruzione (con un margine di quasi 2-1), lo stadio fu inaugurato il 1º luglio 1931. Ospitò un incontro di pugilato del Campionato Mondiale dei Pesi Massimi tra Max Schmeling e Young Stribling appena due giorni dopo. Schmeling mantenne il titolo per knock-out tecnico al 15º round (pubblico: 37.000).
È stato ipotizzato che lo stadio fosse stato costruito in un tentativo fallito di attrarre le Olimpiadi estive del 1932, che vennero invece assegnate a Los Angeles: tuttavia, i fatti suggeriscono che questa motivazione sia falsa: infatti, i Giochi del 1932 erano già stati assegnati a Los Angeles molto tempo prima che fossero iniziati i lavori di costruzione dello stadio.
Più probabilmente, lo stadio fu costruito per ospitare le partite di football e per i Cleveland Indians, che in effetti vi giocarono tutte le loro partite dalla metà della stagione 1932 fino alla stagione 1933. Tuttavia, le 40.000 persone che al massimo seguivano questi eventi non potevano riempire lo stadio e, nella stagione 1934, gli Indians preferirono tornare a giocare la maggior parte delle loro partite presso il League Park, loro vecchia sede.
Nel 1936, gli Indians cominciarono a giocare le partite della domenica e dei giorni festivi al Municipale durante i mesi estivi; a partire dal 1938, vi giocarono alcune particolari partite importanti, e a partire dal 1939 anche le partite in notturna, poiché il League Park non aveva illuminazione.
A partire dal 1940, gli Indians giocarono la maggior parte dei loro incontri in casa presso il Comunale, abbandonando completamente il League Park dopo la stagione 1946.
Hanno poi giocato qui fino alla conclusione della stagione 1993, quando si sono spostati presso il Jacobs Field.
Oggi su quel luogo sorge il nuovo Huntington Bank Field, sede dei Cleveland Browns.